# غريغوري د. غادسون
غريغوري د. جادسون (بالإنجليزية: Gregory D. Gadson)‏ (ولد في 19 فبراير 1966 في تشيسابيك، فرجينيا، الولايات المتحدة) عقيد متقاعد في جيش الولايات المتحدة وقائد الحامية السابق لجيش الولايات المتحدة فورت بلفوير. كما أنه ممثل في بعض الأحيان ومتحدث تحفيزي. خدم في الجيش الأمريكي لأكثر من 20 عاما كمدير مدفعي ميداني وعمل في الخدمة الفعلية لعملية درع الصحراء وعملية عاصفة الصحراء وعملية فورغ المشتركة والحرب في أفغانستان وغزو العراق.
في ليلة 7 مايو 2007 أثناء عودته من نصب تذكاري لجنديين من لواءه فقد ساقيه وأصيب ذراعه الأيمن بجروح خطيرة في انفجار قنبلة على جانب الطريق في بغداد. أصبح أحد أوائل الأفراد العسكريين في استخدام الجيل القادم من الركبة الاصطناعية التي تعمل بالطاقة مع التكنولوجيا لتمكين مبتوري الأطراف على المشي بثقة ومع مشية أكثر طبيعية.

## روابط خارجية
- غريغوري د. غادسون على موقع IMDb (الإنجليزية)
- غريغوري د. غادسون على موقع قاعدة بيانات الفيلم (الإنجليزية)